# 브루노 마스
피터 진 헤르난데스(영어: Peter Gene Hernandez, 1985년 10월 8일~)는 브루노 마스(영어: Bruno Mars)라는 예명으로 활동하고 있는 미국의 싱어송라이터이자 음악 프로듀서이다. 호놀룰루에서 음악적인 가정에서 자랐으며, 어릴 때부터 음악을 시작했던 브루노는 여러 공연장에서 공연을 하였다. 고등학교를 졸업하고 로스앤젤레스로 이주한 브루노는 본격적으로 음악 경력을 추구하였다. 여러 음악가에게 작곡을 해주었으며, 프로덕션 팀인 스미징턴스를 결성하였다.
브루노는 모타운 레코드와의 계약에 실패하였지만, 2009년 애틀랜틱 레코드와 계약을 체결하였다. B.o.B의 노래 "Nothin' on You"와 트래비 매코이의 노래 "Billionaire" 피처링과 작업을 같이하였다. 또한, 브루노는 케샤가 피처링한 플로 라이더의 노래 "Right Round"와 케이난의 노래 "Wavin' Flag"에도 공동으로 작업에 참여하였다. 2010년 데뷔 앨범 Doo-Wops & Hooligans가 발매되었으며, 빌보드 200 3위에 올랐다. 차례로 발매된 싱글 "Just the Way You Are"와 "Grenade"는 빌보드 핫 100에서 1위를 하였으며, "The Lazy Song" 또한 크게 히트를 쳤다. "Just the Way You Are"는 1,250만장의 판매고를 올렸으며, 2011년에 가장 많이 팔린 디지털 아티스트가 되었다. 2집 음반 Unorthodox Jukebox는 2012년에 발매되었으며, 이 음반 또한 미국에서 1위를 하였다. 이 음반에서 발매된 싱글 "Locked Out of Heaven"과 "When I Was Your Man"은 빌보드 핫 100에서 1위를 하였으며, 국제적으로도 크게 히트를 쳤다. 게다가, 브루노가 참여한 노래에서도 크게 히트친 노래가 많은 데, 그 예로는 배드 미츠 이블의 "Lighters", 스눕 독 및 위즈 칼리파의 "Young, Wild & Free" 등이 있다.
2014년, 이런 성과들을 바탕으로 메이저에 데뷔한지 고작 4년만에 전미 최대의 축제이자 당대 최고의 가수들이 공연한다는 슈퍼볼 하프타임 쇼의 헤드라이너로 선정되어 공연을 성공적으로 마쳤다. 그리고 같은 해 프로듀서 마크 론슨과 함께 작업한 ''Uptown Funk''라는 곡에 피처링을 했는데, 빌보드 핫 100에서 무려 14주 1위, 2015년 빌보드 연간 1위와 전 세계 수많은 나라에서 연간 1위 또는 상위권을 차지하였으며, 빌보드 역사상 가장 성공한 노래 5위에 선정되는 등 21세기 대중음악계를 대표하는 스타로 발돋움하게 된다.
2016년에 다시 한번 슈퍼볼 하프타임 쇼에 서서, 50주년 하프타임 쇼 무대를 비욘세, 마크 론슨과 함께 화려하게 장식했다. 같은 해, 정규 3집 앨범의 발표에 앞서 동명의 싱글인 ''24K Magic''를 발표했다. 원래 했던 음악과는 전혀 다른 스타일을 가져왔는데도 엄청난 히트를 치면서 그래미 어워드 올해의 앨범상, 그래미 어워드 올해의 노래상, 그래미 어워드 올해의 레코드상 등 본상 4부문 중 3부문을 휩쓰는 영광을 누렸다. 2017년 AMA시상식 올해의 아티스트 포함 7관왕을 차지하기도 했다. 이어진 24K Magic 월드 투어는 $389,389,572라는 말도 안 되는 수치의 엄청난 상업적 성과를 거두면서 2017년 가장 많은 수익을 얻은 투어 4위에 올랐고, 2018년에도 5위를 기록하는 등 성황리에 마쳤다.
이후 한동안 앨범을 내지 않다가 2021년 앤더슨 팩과 함께 ''실크 소닉''이라는 R&B 슈퍼그룹을 결성해 ''An Evening With Silk Sonic''라는 앨범으로 돌아온다. 빌보드 앨범차트 2위, 선공개 곡인 ''Leave The Door Open''으로 빌보드 핫 100 1위를 차지했으며, 제64회 그래미 어워드에서 그래미 어워드 올해의 레코드 상, 그래미 어워드 올해의 노래상을 수상하며 또 다시 그래미를 휩쓸었다.
2024년 레이디 가가와 함께한 ''Die With A Smile''이 2024년 스포티파이 글로벌차트 최다 1위를 기록했다. 이후 BLACKPINK의 로제와 함께한 APT. 역시 연달아 글로벌 1위를 기록하였다.
지금까지 세계 음반 판매량 1억 5천만 장, 빌보드 선정 2010년대 가장 성공한 음악가 3위, 더 타임즈 선정 21세기 최고의 보컬리스트 13위, 빌보드 1위 곡 8곡, 그래미 어워드 15회 수상, 아메리칸 뮤직 어워드 11회 수상, 빌보드 선정 올타임 아티스트 41위, 빌보드 선정 올타임 남성 아티스트 14위, 2014년 Forbes 잡지의 '30세 미만 30인' 목록에서 1위 등 놀라운 커리어를 이어가고 있다.

## 성장 과정
브루노 마스는 1985년 10월 8일 하와이주 호놀룰루에서 피터 진 허낸데즈(Peter Gene Hernandez)라는 이름으로 아버지 피터 허낸데즈(Peter Hernandez)와 어머니 버나뎃 "버니" 샌 페드로 베이엿(Bernadette "Bernie" San Pedro Bayot, 2013년 6월 1일 사망) 사이에서 태어났으며, 와이키키에서 자랐다. 아버지는 푸에르토리코계, 유대계, 헝가리계, 우크라이나계이며, 브루클린 출신이다. 어머니는 어릴때 필리핀에서 하와이로 이민을 왔으며, 스페인계 혈통이다. 어머니는 훌라 댄서 일을 하고 있었고, 아버지는 타악기 연주를 하고 있던 도중 둘은 만나게 되었다. 마스가 두 살이 되던 해, 아버지가 통통한 모습이 레슬링 선수 브루노 사마티노와 닮았다는 이유로 "브루노"라는 별명을 지어주었다.
마스는 여섯 명의 자식들 중 한 명이었고, 마스의 가족들은 음악 관련 일을 하며 레게, 록, 힙합, R&B 등 다양한 장르를 접할 기회가 많았다. 마스의 어머니는 댄서 뿐만 아니라 가수로 활동하며, 아버지는 마스의 음악적인 능력으로 리틀 리처드 로큰롤 음악을 연주했다. 마스의 삼촌은 엘비스의 흉내를 내는 연예인으로, 3살인 마스가 무대에 쉽게 오르게 해주었다. 마스는 또한 마이클 잭슨, 아이슬리 브라더스, 템테이션스와 같은 노래들을 불렀다. 4살이되자, 마스는 1주일에 다섯번 가족 밴드 러브 노트스(The Love Notes)의 일원으로 프레슬리의 역할을 맡아 노래를 불렀다. 1990년, 마스는 잡지 미드윅에 "리틀 엘비스"라고 소개되었으며, 1992년에는 영화 《허니문 인 베가스》에 리틀 엘비스 역할로 출연했다.
엘비스 프레슬리 모창을 많이 했던 마스는 그의 음악 기술에 많은 영향을 끼쳤다. 마스는 나중에 기타를 연주하기 시작하였고, 지미 헨드릭스로부터 영감을 받았다. 2010년, 마스는 "하와이에서 자랐기 때문에 나 자신에 대해 잘 알게 되었다. 나는 때때로 아버지 밴드와 함께 하와이 쇼를 많이 보았다. 우리 가족 모두가 노래하고, 모두가 연주하고...나는 단지 그것밖에 몰랐다."라고 언급하였다. 2003년 17세 때, 프레지던트 시어도어 루즈벨트 고등학교를 졸업하였고, 로스앤젤레스로 이주하여 본격적인 음악 경력을 추구하였다. 마스는 아버지가 지어진 별명에다가 "마스"(Mars)를 덧붙여 이름을 만들었다. 마스는 "나는 활기가 없는 것처럼 느꼈다. 나는 이 세상에서 아웃되어 있다고 많은 여자들이 말하였고, 그래서 나는 화성(Mars)에서 온 것처럼 느껴졌다."라고 말하였다.

## 경력

### 2004-10: 프로듀싱 작업 및It's Better If You Don't Understand
로스앤젤레스로 이동한 후, 2004년 마스는 모타운과 계약을 맺었다. 모타운과의 계약은 성과가 없었으며, 곧 송라이터이자 프로듀서 필립 로런스(Philip Lawrence)를 만나게 되었다. 마스, 로런스, 애리 러바인(Ari Levine)은 프로듀싱팀 스미징턴스(The Smeezingtons)를 결성하였다. 2006년, 로런스는 애틀랜틱 레코드의 미래 관리자 에런 베이셕(Aaron Bay-Schuck)에게 마스를 소개해주었다. 마스는 그에게 2곡을 들려주었고, 베이셕은 마스를 바로 계약하고 싶어했다. 하지만 결국, 계약하는 데 3년이 걸렸다. 베이셕은 마스와 스미징턴스를 애틀랜틱 레코드 아티스트를 위한 작곡 및 프로듀싱 부분으로 계약하였다. 힛쿼터스와의 인터뷰에서 베이셕에 따르면, 마스는 궁극적인 목표는 솔로 아티스트라고 말했으며, 그는 기꺼이 다른 아티스트를 위해 곡을 쓰고 프로듀스하는 것에 대해 자신의 작곡 능력을 향상시키고 그 아티스트의 유형을 발견할 수 있다고 하였다. 베이셕은 마스가 나중에 성공한 것은 이 기간에 의한 "자아 발견"이 상당히 영향이 끼쳤다고 하였다.
솔로 아티스트가 되기전에 마스는 알렉산드라 버크, 트래비 매코이, 애덤 리바인, 브랜디 노우드, 숀 킹스턴, 플로 라이다로부터 음악 프로듀서 및 송라이터로 인정을 받았다. 또한, 슈가베이비스의 히트 싱글 "Get Sexy"를 작업했으며, 그들의 음반 Sweet 7에도 백보컬로 참여하였다. 마스가 처음으로 노래를 발매한 것은 파 이스트 무브먼트의 노래 "3D"의 피처링으로, 2집 음반 Animal에 수록된 곡이다. 마스는 또한 2009년 8월에 발매된 목사이자 힙합 아티스트 제이슨 마의 데뷔 싱글 "Love"에도 피처링을 하였다. B.o.B의 "Nothin' on You"와 트래비 매코이의 "Billionaire"에 참여한 마스는 이때부터 솔로 아티스트로서 본격적으로 음악적 명성을 떨쳤다. 이 두곡은 전세계의 많은 나라에서 크게 히트를 쳤다. 이 성공에 이어 마스는 데뷔 EP It's Better If You Don't Understand를 2010년 5월 11일 발매하였다. 이 EP는 빌보드 200에서 99위를 하였으며, 싱글 "The Other Side"는 시 로 그린과 B.o.B가 피처링을 하였다. 마스는 2010년 8월 발매된 시 로 그린의 싱글 "Fuck You"를 공동작업하기도 하였다. 2010년 9월 12일 2010년 MTV 비디오 뮤직 어워드에서 마스는 B.o.B, 헤일리 윌리엄스와 함께 "Nothin' on You"와 "Airplanes"를 불렀다.

### 2010-12:Doo-Wops & Hooligans

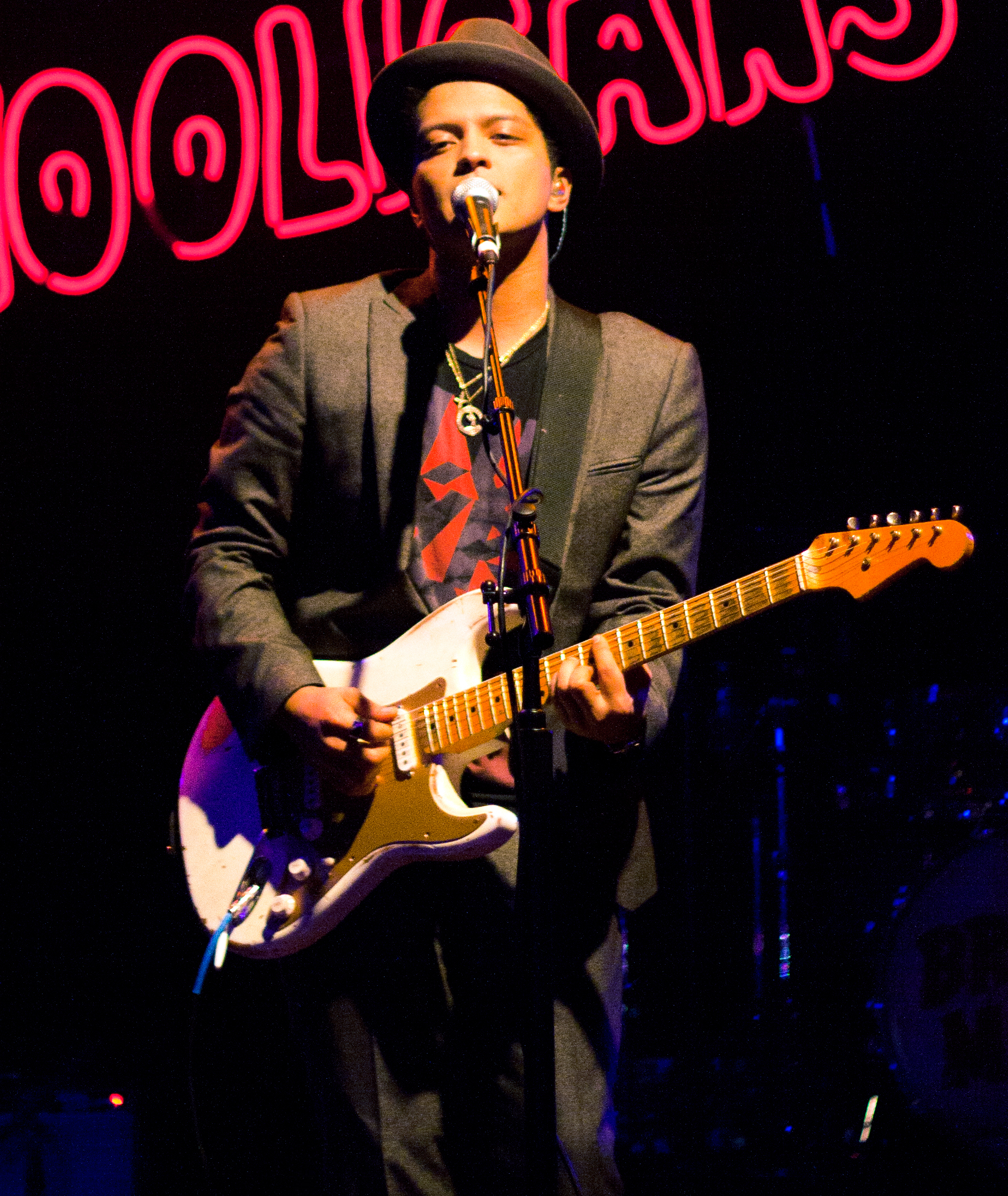
2010년 11월 24일 휴스턴에서 공연중인 브루노 마스

브루노 마스의 데뷔 음반 Doo-Wops & Hooligans는 2010년 10월 4일 디지털로, 5일 음반 형태로 발매되었다. 첫 싱글 "Just the Way You Are"은 2010년 7월 19일 발매되었다. 이 곡은 빌보드 핫 100에서 1위를 하였으며, 전 세계의 많은 차트에서 상위권에 랭크되었다. 뮤직비디오는 2010년 9월 8일 공개되었다. 두 번째 싱글 "Grenade"는 2010년 9월 28일 발매되었으며, 이 곡 또한 전세계에서 히트를 쳤다. 미국에서는 Doo-Wops & Hooligans가 2010년 10월 13일 빌보드 200에 55,000장이 팔려 3위로 데뷔하였다. 이 음반은 대개 좋은 평을 받았다. 엔터테인먼트 위클리의 리아 브린블랫(Leah Greenblatt)은 마스에게 찬사를 보냈으나, 그의 일반적인 팝과 소울 장르에서 벗어난 것이 약점이라고 하였다. 2010년 10월 6일부터 마룬 5의 Hands All Over 투어 오프닝에 참여하였고, 10월 18일부터는 트래비 매코이와 함께 유럽 투어에도 참여하였다.
2010년 9월 19일, 라스베이거스에서 마스는 코카인 소지 혐의로 체포되었다. 마스는 경찰 조사에서 "마약에 손을 댄 것은 이번이 처음", "내가 정말 바보같았다"고 진술한 것으로 알려졌다. 마스에게는 집행유예 1년, 2,000달러의 벌금, 200시간의 사회봉사, 의무적인 카운셀링을 선고했다.
2011년 2월 3일, 마스는 그래미상 최우수 남성 팝 보컬 퍼포먼스 부문에서 수상하였다. 최우수 랩 노래 부문과 최우수 랩/노래 컬래버레이션 부문에 "Nothin' on You", 올해의 레코드 부문에 "Nothin' on You"와 "Fuck You", 올해의 노래 부문에 "Fuck You', 올해의 프로듀서에 후보로 올랐다.
2011년 9월 16일, 마스가 피처링을 한 노래 배드 미츠 이블의 "Lighters"가 발매되었다. 이 곡은 평론가마다 평이 갈렸다. 2011년 9월 22일, 마스는 공식 웹사이트를 통해 《브레이킹 던 part 1》의 사운드트랙곡 "It Will Rain"을 발표했으며, 11월 8일 발매되었다. 10월 30일, 마스는 《X 팩터 UK》 결승전에서 "Runaway Baby"를 불렀다. 같은 날, 그래미상 올해의 음반 및 올해의 최우수 팝 보컬 음반 부문에 Doo-Wops & Hooligans가 후보로 올랐으며, 올해의 레코드, 올해의 노래, 최우수 팝 솔로 퍼포먼스 부문에 "Grenade"가 후보로 올랐다. 또한, 올해의 프로듀서 부문에도 후보로 올랐으나, 어떤 부문에서도 수상을 하지 못했다. 시상식 도중에 마스는 "Runaway Baby"를 불렀다.

### 2012-현재:Unorthodox Jukebox
2012년 3월 22일, BMG 크리설리스 US와 전 세계 출판 계약을 맺은 것이 발표되었다. 리드 싱글 "Locked Out of Heaven"은 10월 1일 발매되었다. 리드 싱글을 발매하면서 마스는 두 번째 음반이 이름이 Unorthodox Jukebox이며, 다른 9곡이 더 수록될 것이며, 2012년 12월 11일 발매될 것이라고 발표하였다. Unorthodox Jukebox는 12월 6일 발매되었으며, 미국에서는 187,000장을 팔아 빌보드 200에 2위로 데뷔하였다. 2012년에 가장 빨리 팔린 가수가 되었다. "Locked Out of Heaven"은 빌보드 핫 100에서 1위를 하였으며, 많은 나라에서 높은 순위에 랭크되었다. 2013년 1월 15일 발매된 2번째 싱글 "When I Was Your Man" 또한 빌보드 핫 100에서 1위를 하였다.
2012년 10월 20일 《새터데이 나이트 라이브》에 출연하였다. 2013년 2월, 그래미상 최우수 랩 노래 부문에 피처링한 노래 "Young, Wild & Free"가 후보에 올랐으나 수상을 하지는 못했다.

## 영향 및 음악 스타일

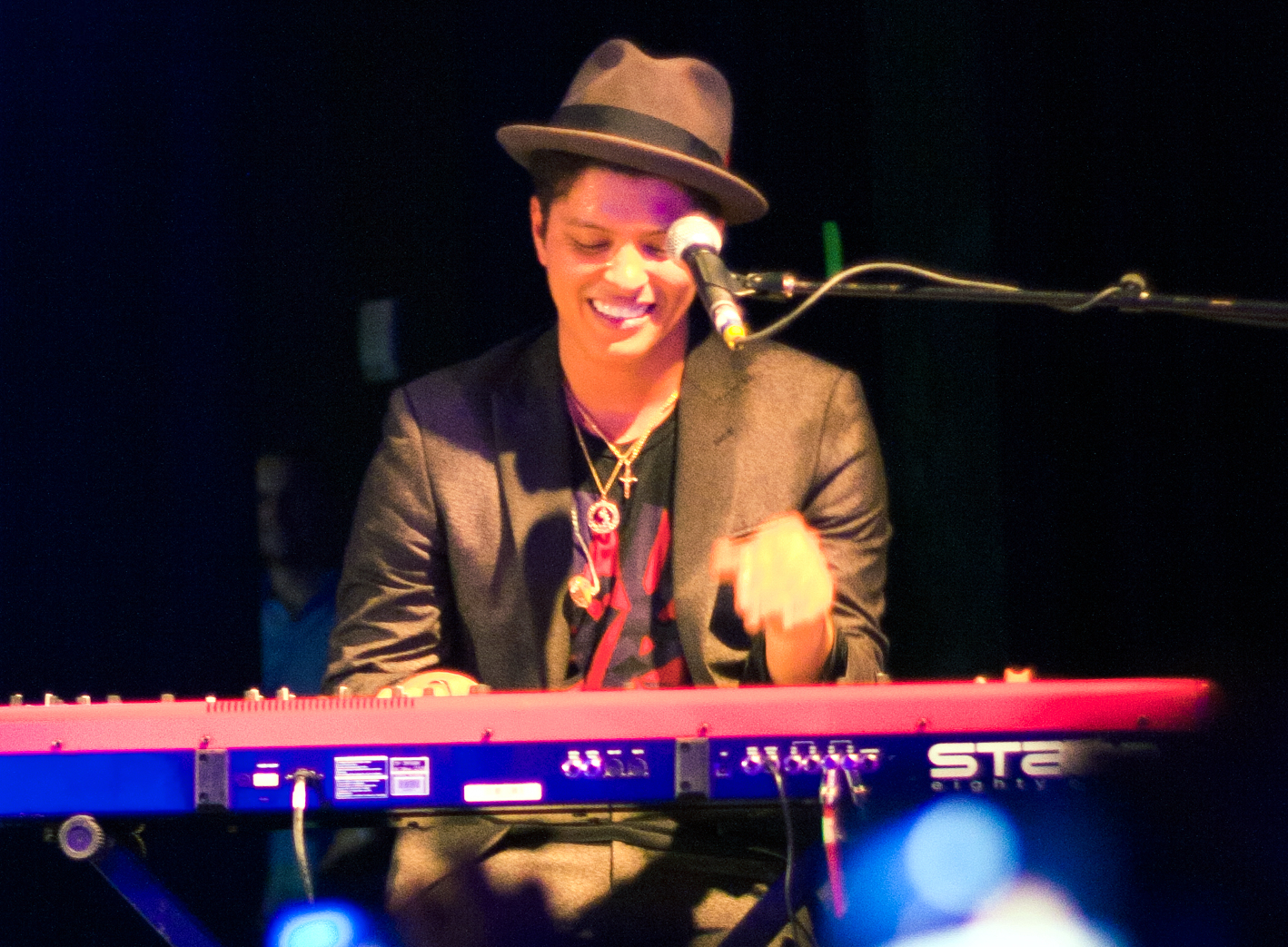
2010년 11월 24일 휴스턴에서 공연중인 브루노 마스

어렸을 때, 마스가 엘비스 프레슬리의 모창을 했던 것이 음악적 발전에 큰 영향을 미쳤다. 마스는 "나는 최고를 보았다. 나는 엘비스의 열혈 팬이다. 나는 1950년대 엘비스가 무대에 서면 포스있는 그에게 사람들은 놀라고 여자들은 제정신이 아니었다! 그런 엘비스의 열혈 팬이다. 너는 프린스나 더 폴리스 등을 언급할 수도 있다. 단지 공연을 보려고 사람들이 온다는 것을 알았고, 난 그들을 배우는 것을 좋아했다. 그래서 나는 팬이다."라고 말하였다. 마슨 또한 마이클 잭슨과 리틀 리처드에게 영향을 받았다고 한다. 마스는 원래 키스 스웻, 조데시, R. 켈리와 같은 R&B 가수에게 영향을 받았으며, 1950년대 로큰롤과 모타운에게 영향을 받았다. 고등학교 시절, 마스는 더 폴리스, 레드 제플린, 비틀즈와 같은 클래식 록 밴드의 노래를 들었다. 이런 모든 음악 장르들이 마스의 음악 스타일에 영향을 주었다. 마스는 "록, 소울, 힙합을 섞은 노래를 만드는 것은 쉽지 않으며, 그런 것을 할 수 있는 사람은 그들 뿐이다."라고 말하였다. 로컬 밴드는 밥 말리에게 크게 영향을 받았다. 마스는 또한 앨리샤 키스, 제시 J, 잭 화이트, 칸예 웨스트, 킹스 오브 리언의 팬이라고 밝힌 바 있다.
마스의 음악은 팝, 록, 레게, R&B, 소울, 힙합을 포함한 많은 음악 장르를 나타낸다고 언급되고 있다. 필립 로런스는 마스에 대해, "사람들은 브루노 마스의 가장 취약한 부분을 잘 알지 못한다."라고 말하였다. 마스는 "'Nothin' on You'는 모타운에게서 영향을 받았고, 시 로 그린의 'Fuck You'는 좋아하지만 'Billionaire'는 레게 어쿠스틱 기타 중심의 노래이다. 나는 다른 사람들이 할 수 있는 노래라고 생각하지 않는다. 그런 노래가 'Just the Way You Are'이다. 만약 나에 대해 잘 안다면, 너는 내가 모든 장르의 음악을 사랑한다는 것을 알 수 있을 것이다."라고 말하였다. 마스는 "매우 매력적이고 간단하고 로맨틱한 러브송"과 같은 장르를 언급하며, 두왑이 자신의 음악에 영향을 크게 끼쳤다고 말하였다. 또한, 하와이에서 자랐기 때문에 레게 사운드에게 영향을 받았다고 한다. 마스는 "하와이에서 가장 큰 라디오 방송국 중 일부는 레게 방송국이었다. 그 음악은 사람들을 같은 마음으로 만들었다. 도시 음악 또는 팝 음악이 아니였고, 그냥 단지 노래였다. 그 노래들이 쉽게 바꾸었다. 그 노래가 처음이었다."라고 설명하였다.
가사적으로 마스의 많은 노래들은 느낌이 좋고 낙천적이라고 언급된다. 하지만 "Grenade", "Liquor Store Blues", "Talking to the Moon"과 같은 노래들은 어두운 면이 있다.

## 업적
브루노 마스는 활동을 하는 동안 15번의 그래미상을 포함해 수 많은 상을 받았다. 2011년에는 타임 100 목록에 올랐으며, B.o.B는 "마스는 음악성이 있어요. 그가 라이브 공연을 할 때 나는 그 누구보다도 주의깊게 들었고, 사전 녹음이나 속임수같은 것은 없었죠. 마스는 정직하고 클래식한 퍼포먼스를 선보였어요. 요즘에는 거의 볼 수 없는 것이죠."라고 말했다. 2014년 마스는 빌보드 핫 100이 시작한 이후 5위권에 가장 많은 노래를 진입시킨 음악가이다. 또한 아델, 존 레전드와 함께 오직 보컬과 피아노 반주로만 이루어진 노래로 핫 100 정상을 차지했다. 이외에도 핫 100 10위권에 두 곡의 노래를 동시에 두 번 진입 시킨 첫 남자 음악가라는 기록을 세웠다. 2013년 미디어베이스에 따르면 마스는 2013년 라디오에서 가장 재생이 많이된 음악가라고 한다.
국제음반산업협회(IFPI)에 따르면 "Just the Way You Are"와 "Grenade"는 각각 1,250만과 1,020만 건의 판매량으로 디지털 시대 역사상 가장 많이 팔린 싱글 중 하나가 되었으며, 마스가 2012년 가장 많은 판매량을 기록한 음악가가 되는데도 한몫했다. 노래 "Just The Way You Are", "Grenade", "Locked Out Of Heaven", "When I Was Your Man"는 모두 400만 건 이상의 디지털 판매량을 기록했는데, 남자 음악가 중에서는 최고 수준이다. 역사상 가장 많이 팔린 싱글 중 마스의 싱글은 다섯 장이 포함되어 있다. 2014년까지 마스는 세계적으로 1,200만 장의 음반 판매량과 6,800만 건의 싱글 판매량을 기록하고 있다. 가수, 피처링 참여, 프로듀서, 송라이터한 노래까지 합치면 세계적으로 1억 3,000만 이상의 판매량을 기록한 것으로 알려져 있다. 마스의 작품은 브리짓 멘들러, 브리트니 스피어스, 케이티 페리, 리오나 루이스, 조나스 브라더스, 셀레나 고메즈 등 수 많은 음악가들에게 영감이 되었다. 메간 트레이너의 데뷔곡 "All About That Bass"는 "Just the Way You Are"에서 영감을 얻었다.
슈퍼 볼 공연 이후 일주일 동안 이어진 엄청난 티켓 재판매 현상 때문에 부당이득을 제한하기 위해 하와이주 상원 의장 도나 메르카도 킴은 "브루노 마스법"으로 알려진 상원결의 12를 소개했다. "브루노 마스법"은 매표소에서 판매한 티켓을 48시간 내에 되팔 수 없게 하는 법이다. 하와이주 상원은 이 법안을 통과 시켰다.

## 음반 목록
- It's Better If You Don't Understand (2010)
- Doo-Wops & Hooligans (2010)
- Unorthodox Jukebox (2012)
- 24K Magic (2016)

## 작품 목록

### 영화
| 연도 | 제목             | 배역        | 비고   | 출처   |
| ---- | ---------------- | ----------- | ------ | ------ |
| 1992 | 허니문 인 베가스 | 어린 엘비스 |        | [ 87 ] |
| 2014 | 리오 2           | 로버토      | 목소리 | [ 88 ] |

### 텔레비전
| 연도 | 제목                   | 배역                      | 비고                                              | 출처   |
| ---- | ---------------------- | ------------------------- | ------------------------------------------------- | ------ |
| 2010 | 새터데이 나이트 라이브 | 본인 (음악 게스트)        | 에피소드: "제인 린치/브루노 마스"                 | [ 89 ] |
| 2012 | 더 클리브랜드 쇼       | 본인 (목소리)             | 에피소드: "Menace II Secret Society"              | [ 90 ] |
| 2012 | 새터데이 나이트 라이브 | 본인 (호스트/음악 게스트) | 에피소드: "Bruno Mars"                            | [ 91 ] |
| 2014 | 새터데이 나이트 라이브 | 본인 (음악 게스트)        | 에피소드: "카메론 디아즈/마크 론슨 & 브루노 마스" | [ 92 ] |

## 콘서트 투어
- Bruno Mars Live: The Doo-Wops & Hooligans Tour (2010-12)
- The Moonshine Jungle Tour (2013-14)
- 24K Magic World Tour (2017-2018)